# European Association for Japanese Studies
Die European Association for Japanese Studies (EAJS) ist ein Zusammenschluss von Wissenschaftlern, der sich um die Förderung Japan-bezogener Forschung und dem Interesse an Japan, speziell in Europa, bemüht.
Die Mitglieder der im Jahr 1973 gegründeten Vereinigung setzen sich aus Wissenschaftlern, die sich mit Japan befassen, und an Japan betreffender Forschung interessierten Menschen aus Europa, den USA und Japan zusammen. Mit momentan rund 1000 Mitgliedern aus 45 Nationen ist die EAJS die größte auf Japan bezogene Forschung spezialisierte Organisation.

## Ziele
Die EAJS unterstützt den akademischen Austausch über Landesgrenzen hinweg und bemüht sich um die Überwindung von Sprachbarrieren und Unterschieden in akademischen Konventionen und Disziplinen. Dazu will die EAJS eine Austausch- und Diskussionsplattform für Wissenschaftler bieten, die sich mit den verschiedensten Themen der Japanforschung auseinandersetzen. Beispielsweise werden Nachwuchswissenschaftler durch Auslandsstipendien im Wert von bis zu 5000 € oder EAJS-finanzierte Lesungen und Dissertations-Workshops unterstützt.

## Aktivitäten
Seit 1976 organisiert die EAJS alle drei Jahre eine Konferenz in einer europäischen Stadt, bei der Wissenschaftler die Gelegenheit erhalten, Menschen aus anderen wissenschaftlichen Disziplinen zu treffen und sich mit ihnen auszutauschen. Dazu werden Gastredner eingeladen, um einen allgemeinen Überblick über ihr  Forschungs- bzw. Interessenfeld zu geben. Die 15. Konferenz fand 2017 in Lissabon statt, der Konferenzort für 2020 ist Gent. Weiterhin publiziert die EAJS einmal im Jahr ein Bulletin, welches Informationen zur EAJS selbst, anderen Japan-bezogenen Organisationen, aktuellen Veranstaltungen oder Publikationen enthält. Alle Aktivitäten der EAJS werden maßgeblich durch die Japan Foundation, die Toshiba International Foundation (TIFO) sowie durch die Industrie finanziell gefördert.